# 4694 Festou
4694 Festou eller 1985 PM är en asteroid i huvudbältet som upptäcktes den 14 augusti 1985 av den amerikanske astronomen Edward L.G. Bowell vid Anderson Mesa Station. Den är uppkallad efter Michel C. Festou.
Asteroiden har en diameter på ungefär 7 kilometer.